# Charles Kelley
Charles Burgess Kelley (Augusta, 11 settembre 1981) è un cantante statunitense.

## Carriera
Dal 2006 fa parte del trio country Lady Antebellum insieme a Dave Haywood e Hillary Scott.
Il 5 febbraio 2016 ha pubblicato il suo primo album da solista, The Driver (Capitol Nashville).

## Discografia
Lady Antebellum
Solista
- 2016 - The Driver